# Canterbury interdit
À ne pas confondre avec le film Canterbury proibito d'Italo Alfaro.
Pour plus de détails, voir Fiche technique et Distribution.
Canterbury interdit (Le mille e una notte all'italiana) est un decamerotico franco-italien réalisé par Antonio Racioppi et Carlo Infascelli et sorti en 1972.
Le titre français fait référence au film Les Contes de Canterbury de Pier Paolo Pasolini, sorti quelques mois plus tôt en France.

## Synopsis
Les aventures érotiques de deux jeunes hommes rusés qui aiment conquérir les femmes des autres. L'une fuit la colère meurtrière de son mari, l'autre se laisse séduire en profitant de la naïveté de son conjoint. 

## Fiche technique
- Titre original italien : Le mille e una notte all'italiana[1]
- Titre français : Canterbury interdit ou Décaméronissimo ou Y'a bon bananna[2]
- Réalisation : Antonio Racioppi et Carlo Infascelli
- Scenario : Gastone Ramazzotti, Antonio Racioppi, Elio Balletti (it), Ugo Moretti (it), Vinicio Marinucci (it), Carlo Infascelli, Fiorenzo Fiorentini, Mario Amendola
- Photographie :	Riccardo Pallottini (it)
- Montage : Carlo Infascelli
- Musique : Giancarlo Chiaramello
- Production : Carlo Infascelli, René Pignères, Gérard Beytout
- Société de production : Roma Cinematografica, Société nouvelle de cinématographie
- Pays de production :  Italie -  France
- Langue originale : italien
- Format : couleur
- Durée : 87 minutes
- Genre : decamerotico
- Dates de sortie :
  - Italie : 10 octobre 1972
  - France : 5 juin 1973

## Distribution
- Giacomo Rizzo :
- Salvatore Puntillo :
- Maurizio Merli :
- Fiorella Masselli :
- Malisa Longo :
- Mario Pilar :
- Mario Frera :
- Orchidea De Santis :
- Carlos De Calvalho :
- Elio Crovetto :
- Mariama Camara :